# 축구왕 슛돌이
《타올라라! 톱 스트라이커(燃えろ！トップストライカー 모에로! 돗푸스토라이카[*])》는 일본 TV 도쿄에서 1991년 10월 10일부터 1992년 9월 24일까지 방영되었던 축구 애니메이션이다. 이 작품의 한국어 더빙판은 1993년 SBS에서 축구왕 슛돌이란 제목으로 처음 방영되었으며, 1997년까지 여러 번 재방영되었다. 이후에도 재능방송 등 케이블 채널에서 지속적으로 재방영되었다.

## 기타
- 일본 방영 당시 캡틴 츠바사와 유사한 장면 및 똑같은 흐름 스토리 캐릭터 설정 등으로 인해 많은 비판을 받았다. 또한 이 작품이 방영된 시기는 J리그 개막 "직전"이었기 때문에 이 작품이 J리그 붐을 놓쳤다는 의견도 있다.
- 해외를 무대로 한 일본 애니메이션 중 "해외에서 생활하는 인물"을 주인공으로 한 첫 번째 애니메이션이다. 본작에서 등장하는 일본인은 주인공 뿐이며, 팀 동료 중에 일본인 캐릭터는 한 명도 없다.
- 다른 스포츠 만화나 스포츠 애니메이션과는 달리, "주인공이 국가대표 팀이 아니라 다국적 팀에 들어간다"는 것이 특징이다.
- 세계명작극장을 제작한 닛폰 애니메이션이 제작했다는 점, 동물 캐릭터가 등장하거나 주인공의 가정 환경이 비참하다는 점 등, 세계명작극장과의 공통점도 보인다.
- 본작과 마찬가지로 1991년 10월에 시작된 TBS의 퀴즈 프로그램 "올스타 추수감사절"의 사회자인 시마자키 와카코의 애니메이션 노래 데뷔작으로 알려져 있다.
- 일본에서와 달리 프랑스와 대한민국에서는 높은 시청률을 기록했다.
- 대한민국 축구 국가대표팀의 1994년 월드컵 예선 시기에 방영되어 대한민국의 축구 붐에 일조하였다는 의견도 있다.
- KBS의 《해피선데이》에서 이 작품의 한국어 더빙판 제목을 딴 오락 프로 《날아라 슛돌이》를 방영한 바 있다.

## 스토리
유럽의 축구를 배우고자 이탈리아로 건너간 킷카와 히카루(吉川 光)(한국어 더빙판 로컬라이징 이름: 강슛돌)는 즐거운 축구를 하고자 명문 포스터 팀을 버리고 약체 콜럼버스 팀에 입단한다. 그렇게 콜럼버스 팀을 이끌며 수많은 팀, 라이벌들을 대적하며 성장하여, 점차는 유럽 전체의 무대까지 그리고 있다.

## 더빙

### 한국어 더빙판 성우진
- 이미자 - 강슛돌
- 이선주 - 줄리앙, 루카, 리사
- 박영화 - 시저
- 이선호 - 마리오, 소피아, 프레드
- 정미연 - 로베, 모니카
- 박영희 - 캐더린, 안토니, 장, 미켈
- 서혜정 - 안나(처음)
- 이선희 - 안나(나중)
- 김관철 - 알버트 선생님, 장내 아나운서
- 이도련 - 베르티(처음)
- 탁재인 - 베르티(나중)
- 손원일 - 브루노, 카로네 감독, 레나도 카를로 리크
- 홍승옥 - 마카, 마리아 아줌마
- 송연희 - 조지, 슛돌이 큰엄마, 발레 선생님 아슈
- 이종혁 - 네오, 장내 아나운서, 알버트 동생 프랭 리노
- 강수진 - 다수

### 일본판 성우진
- 이쿠라 카즈에 - 킷카와 히카루
- 니시하라 쿠미코 - 안나
- 긴가 반죠 - 알버트 로브슨
- 요시무라 요, 후쿠다 노부아키 - 베루티니
- 마츠모토 리카 - 줄리앙
- 혼다 치에코 - 캐더린
- 오리카사 아이 - 마리오
- 카시와쿠라 츠토무 - 로베르토
- 타노 메구미 - 루카
- 야마자키 타쿠미 - 시저, 토토

## 주제가
한국판
- 《축구왕 슛돌이》 (SBS)
  - 작사 : 김진철
  - 작곡 : 마상원
  - 노래 : 김국환

일본판
- 오프닝 주제가 《드림 스트라이커》
  - 작사 : 타구치 순
  - 작곡 : 스기 마사미치
  - 노래 : 시마자키 와카코
- 엔딩 주제가 《이방인》
  - 작사 : 타구치 순
  - 작곡 : 스기 마사미치
  - 노래 : 시마자키 와카코

## 방영목록
제1화 내꿈은 축구왕
제2화 세계제일을 항하여
제3화 힘내라 콜럼버스
제4화 마지막 10초
제5화 승리의 결정골
제6화 무적의 번개슛
제7화 숙명의 대결
제8화 막아라!키다리 형제
제9화 루카는 고집쟁이
제10화 눈물의 역전골
제11화 달려라 슛돌이
제12화 둘만의 약속
제13화 우승컵이 보인다
제14화 금발소녀의 응원
제15화 도깨비슛의 위력
제16화 기적의 3인공격
제17화 영웅의 눈물
제18화 줄리앙의 아픔
제19화 오빠의 편지
제20화 캡틴은 나야 나!
제21화 개막!전국축구대회
제22화 주장이 된 슛돌이
제23화 역습!슈퍼매그넘
제24화 축구마술사
제25화 루카와의 이별
제26화 돌아온 축구신동
제27화 선생님의 아픔
제28화 똥보 골키퍼의 활약
제29화 창과 방패
제30화 승부의 갈림길
제31화 독수리슛을 날려라
제32화 슛돌이의 좌절
제33화 형과 아우
제34화 탄생! 외인구단
제35화 영원한 맛수
제36화 혼자는 힘들어
제37화 꼴찌와 야슈
제38화 되찾은 용기
제39화 우리는 하나
제40화 새로운 친구
제41화 축구왕들의 행진
제42화 힘겨운 첫경기
제43화 돌풍 태권슛
제44화 독수리슛 대 태권슛
제45화 죽구는 내친구
제46화 열리지 않는 골문
제47화 가짜 도깨비슛
제48화 마지막 고비
제49화 우리는 축구왕(최종회)

## 같이 보기
- 쥐라기 월드컵
- 썬더일레븐